# Idaea curtopedata
Idaea curtopedata är en fjärilsart som beskrevs av Ebert 1965. Idaea curtopedata ingår i släktet Idaea och familjen mätare. Inga underarter finns listade i Catalogue of Life.